# Dự luật
Dự luật (tiếng Anh: bill), còn gọi là hồ sơ dự thảo luật pháp, hồ sơ dự thảo điều lệ, là luật pháp trước khi thông qua các hình thức chuyển giao nghị viện xem xét thảo luận, sau khi thông qua cuộc họp lần 3 liền trở thành một phần của luật pháp. Phần lớn trong thể chế chính trị, dự luật vẫn phải do người đứng đầu chính phủ hoặc nguyên thủ quốc gia kí tên đồng ý thì sau đó mới chính thức có hiệu lực. Nếu nó không được đồng ý, thì có thể vận dụng quyền phủ quyết mà phủ quyết; nhưng ở một số quốc gia hoặc vùng đất nếu nghị viện được thông qua với tuyệt đại đa số, thì dự luật lập tức tự động có hiệu lực.
Sau khi dự luật thông qua nó liền trở thành luật (luật pháp thành văn), có sức trói buộc đối với chính phủ; ngược lại, nghị án là hồ sơ kế hoạch thảo luận mà nghị viện yêu cầu chính phủ tiến hành một số hành động nhất định, không có sức trói buộc. Dù cho nghị viện đã thông qua nghị án, chính phủ cũng không nhất định phải chiếu theo mà làm việc.